# Jusqu'ici tout va bien (chanson)
Pour les articles homonymes, voir Jusqu'ici tout va bien.
Singles de Gims
Origami
(2020) Cesar
(2021)
Clip vidéo
[vidéo] « Jusqu'ici tout va bien », sur YouTube
Pistes de Le Fléau
Sicario
(11) Jetez pas l'oeil
(13)
Jusqu'ici tout va bien est une chanson interprétée par Gims, sortie le 6 novembre 2020.
La chanson est le cinquième extrait de l'album Le Fléau. Elle sert également de générique à la série Ici tout commence.

## Clip vidéo
Le clip vidéo sort le 3 décembre 2020 et montre Gims se baladant dans Paris. Il met également en scène les « héros du quotidien » comme une institutrice, un médecin dentiste, un bénévole des banques alimentaires, un pâtissier ou une infirmière,.

## Performances live
Gims interprète la chanson dans l'émission Le Grand Échiquier le 2 février 2021. Il l'interprète également lors de la Symphonie pour la vie diffusée sur France 3 le 10 février 2021.

## Liste de titres
| 1. | Jusqu'ici tout va bien | Gims, Vitaa, Renaud Rebillaud | 3:54 |

## Classements et certification
| Classement (2020-21)                     | Meilleure position |
| ---------------------------------------- | ------------------ |
| Belgique (Wallonie Ultratop 50 Singles)  | 10                 |
| Belgique (Wallonie Ultratop 50 Airplay)  | 12                 |
| Belgique (Wallonie Ultratop R&B/Hip-Hop) | 1                  |
| France (SNEP)                            | 9                  |
| France (SNEP Radio)                      | 2                  |
| France (SNEP Ventes)                     | 5                  |
| Suisse (Charts Romandie)                 | 9                  |

| Classement (2021)                       | Position |
| --------------------------------------- | -------- |
| Belgique (Wallonie Ultratop 50 Singles) | 33       |
| France (SNEP)                           | 136      |

### Certification
| Région                                                                                                 | Certification | Ventes/Streams |
| --- | ------------- | -------------- |
| France (SNEP)                                                                                          | Platine       | 25 000 000*    |
| *Ventes selon la certification ^Mise en rayon selon la certification xNon précisé par la certification |               |                |

## Historique de sortie
| Pays                  | Date            | Format                    | Label                     |
| --------------------- | --------------- | ------------------------- | ------------------------- |
| France / Monde entier | 6 novembre 2020 | Téléchargement, streaming | Chahawat (Play Two, Sony) |